# Jean Baptiste Gaspard Roux de Rochelle
Jean Baptiste Gaspard Roux de Rochelle (* 26. März 1762 in Lons-le-Saunier; † März 1849 in Paris) war ein französischer Geograph, Autor und Diplomat.
Roux de Rochelle bekleidete eine leitende Funktion am Quai d’Orsay, bevor er im September 1825 zum französischen Gesandten bei den Hansestädten mit Sitz in Hamburg ernannt wurde. Unter Außenminister Jules de Polignac wurde er 1830 zum Gesandten in den Vereinigten Staaten mit Sitz in Washington, D.C. befördert. Roux de Rochelle war Mitglied zahlreicher wissenschaftlicher Gesellschaften, u. a. der Société de Géographie, Paris, und ist bekannt für einige seiner kulturgeographischen Veröffentlichungen.

## Veröffentlichungen (Auswahl)
- 1836: Les États-Unis, (Histoire de ces États), F. Didot frères, Paris
- 1839: Geschichte und Beschreibung der Vereinigte Staaten von Nord-Amerika, mit Karl August Mebold, E. Schweizerbart, Stuttgart
- 1844: Villes [h]anséatiques, F. Didot frères, Paris
- 1847: Histoire d’Italie, F. Didot frères, Paris